# Hiperides
Hiperides (Atenas, ca. 389 a.C. — Peloponeso, 322 a.C.) foi um político e orador ateniense, um dos dez oradores áticos.

## Carreira
Discípulo de Platão e Isócrates, segundo uma tradição nunca confirmada, foi um grande orador, político e advogado, que, entre outras muitas atividades, colaborou com Demóstenes na sua oposição à supremacia macedônia.
Em 343 a.C. denunciou frente do povo a Filócrates, responsável pela paz do mesmo nome, por corrupção, mas este fugiu antes do juízo, por medo à provável sentença desfavorável. Após a derrota de Atenas em Queroneia (338 a.C.), participou na defesa da cidade por meio do seu famoso e controverso decreto pelo qual se concedia a liberdade aos escravos e a anistia a desterrados, assim como outra série de médias de caráter excepcional, para enfrentar um eventual ataque de Filipe II da Macedónia, que, contudo, nunca ocorreu. Morreu assassinado por ordem de Antípatro, regente da Grécia após a morte de Alexandre o Grande, em castigo à sua promoção da guerra de Lámia, com o objeto de livrar a Grécia e, especialmente, à sua pátria Atenas, do domínio macedônio.
Como orador foram famosos os seus discursos em memória dos caídos na mencionada guerra de Lámia (323 a.C.) e na defesa da hetera Friné, acusada por Eutias, um galão desdenhado por ela, de ter feito uma sacrílega paródia dos mistérios da deusa Deméter, fato castigado com a morte; como não conseguia persuadir os juízes, conta-se que Hiperides despiu o busto da mulher ante eles. Os juízes, sobrecolhidos de temor religioso pelo assombroso parecido da hetera com a deusa Afrodita, decretaram a sua absolvição.

## Obra
Em 2005 e 2008, foram publicadas as editiones principes de dois discursos seus identificados no Palimpsesto de Arquimedes e dos quais não se conhecia praticamente nada: o Contra Timandro e o Contra Diondas. Ambas as obras lançam nova luz sobre a figura do orador e oferecem dados e fatos histórico-sociais da última metade do século IV a.C. por enquanto ignorados ou escassamente documentados.
De acordo com Dião Crisóstomo, os melhores oradores eram Demóstenes e Lísias, mas ele não recomendava a leitura destes, mas sim de Hiperides, em preferência a Ésquines, pois seu estilo era mais simples, sua retórica mais fácil de entender, e a beleza de sua dicção não era inferior a Demóstenes e Lísias.